# Intersport Ifjúsági Sportfesztivál
A Nemzetközi Ifjúsági Sportfesztivál (Youth Football Festival, vagy Nemzetközi Gyermek- és Ifjúsági Labdarúgó Fesztivál, fő támogatója után Intersport Ifjúsági Sportfesztivál) egy évenként megrendezett sportfesztivál és torna, melynek helyszíne Kaposvár. Eleinte a sportágak közül csak a labdarúgás szerepelt, később megjelent a kosárlabda, a kézilabda és a röplabda is. Ez Közép-Európa legnagyobb nemzetközi utánpótlás labdarúgó fesztiválja.
Az első fesztivált 2005-ben rendezték meg. A rendezvény célja, hogy a sporton keresztül kösse össze a fiatalokat, hozzon létre ismeretségeket, barátságokat, más kultúrájú, szokású gyermekek között, és színvonalas megméretési lehetőséget biztosítson a világ bármely tájáról érkező ifjú labdarúgók számára.  A fesztiválra minden évben több ezer fiatal, mintegy kétszáz 8-19 éves korosztályú labdarúgócsapat érkezik 25-35 országból.
A sport- és kulturális eseményt Kaposvár Megyei Jogú Város Önkormányzata, sportszövetségek, civil szervezetek, sportegyesületek, egyesületek és gazdasági társaságok támogatják. A rendezvény névadó főszponzora az Intersport.

## Helyszínek
A fesztivál egyik központi helyszíne hagyományosan a kaposvári Kossuth tér, ahol többek között futball tematikájú kiállításokat, ünnepségeket rendeznek, a részt vevő csapatok tagjai ügyességi játékokon vehetnek részt.
Emellett a városban több helyen folyik a rendezvény ideje alatt sportszerárusítás, esténként diszkót szerveznek, eredménytáblát állítanak fel.
A fesztivál ideje alatt a csapatok tagjai a kaposvári élményfürdőt, a Virágfürdőt egy alkalommal ingyenesen használhatják.
A fesztivál mérkőzéseit körülbelül húsz Kaposváron és környékén található focipályán bonyolítják.

## Részvétel
A tornán a világ bármely, Magyarország által elismert országának, illetve a FIFA tagországainak bármelyik U8-U19 fiú, illetve U14 és U16 lány korosztályú labdarúgócsapata részt vehet. A tornán klubcsapatok, körzeti vagy területi, városi, megyei, és országos válogatottak, iskolai csapatok, sport utánpótlás akadémiák, valamint egyéb más ifjúsági labdarúgó csapatok is részt vehetnek.
A csapatok tagjainak, vezetőinek és kísérőiknek alá kell vetniük magukat a torna előtti akkreditációnak. A részt venni szándékozó csapatoknak regisztrációs díjat kell fizetniük. A Somogy megyében bejegyzett klubcsapatok számára az MLSZ Somogy Megyei Igazgatóságával kötött megállapodása értelmében a részvétel ingyenes.

## Története

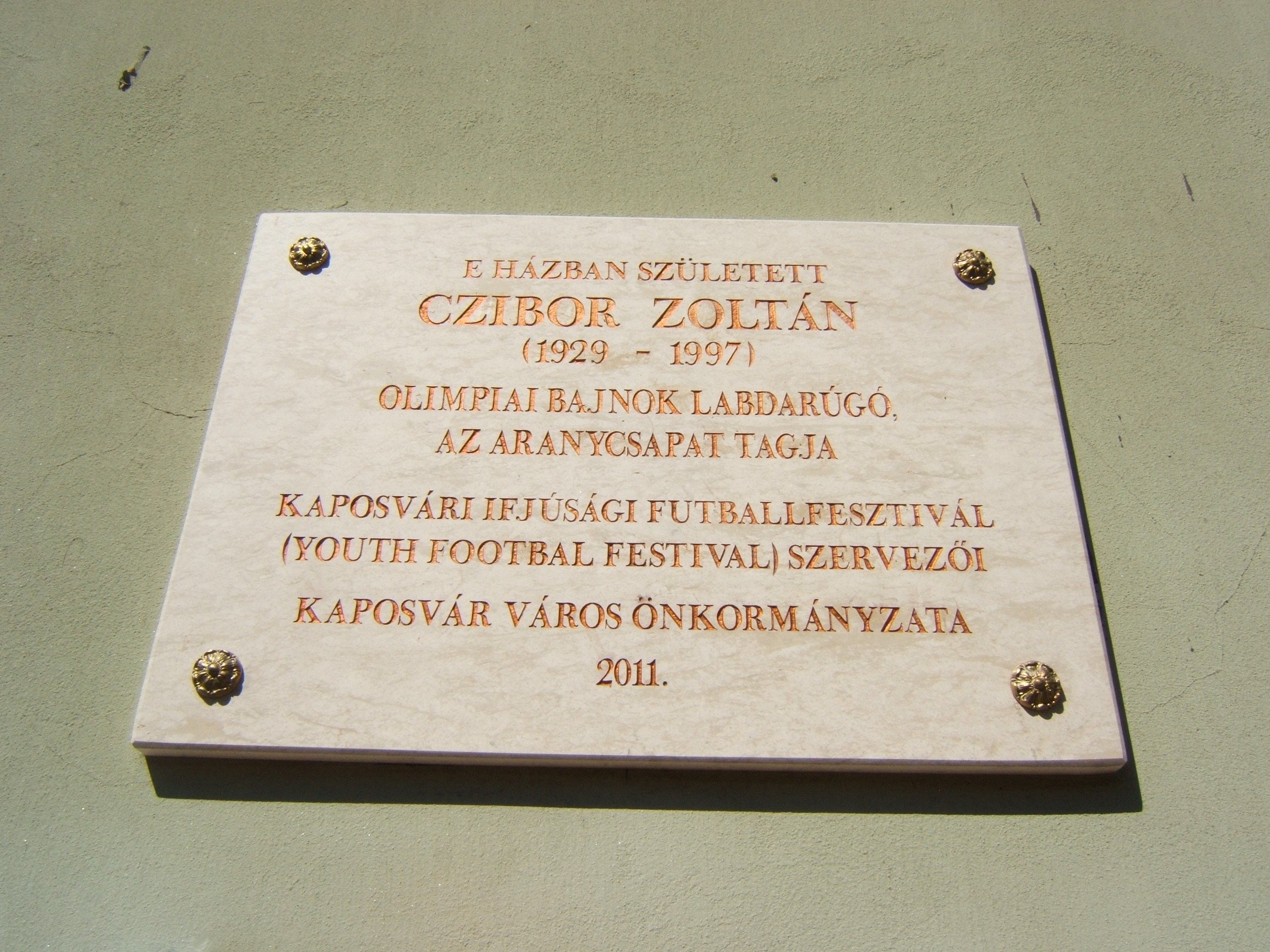
A többek között a fesztivál szervezői által állíttatott emléktábla Czibor Zoltán kaposvári szülőházán

A fesztivált 2005-ben rendezték meg először július 1. és 9. között, 94 csapat (48 külföldi és 54 magyar) részvételével, Csurgón és Kaposváron. Ez volt az első alkalom, hogy magyarországi utánpótlástornán egy helyen három kontinens csapatai szerepeltek.
2009. július 23-án a fesztiválon 21 ország csapatainak részvételével hajtottak végre sikeres Guinness-rekord kísérletet. A kísérlet során hivatalosan 792 részt vevő dekázott egyszerre tíz másodpercen keresztül, mellyel új rekordot állítottak be, megdöntve a korábbi 627 fős rekordot. A fesztiválon ebben az évben mintegy 600 mérkőzést játszottak le a részt vevő csapatok.
Kaposvár Megyei Jogú Város Önkormányzata és a Jogo Bonito Kft. 2011-ben megújították szerződésüket, melynek értelmében a fesztiválnak 2016-ig továbbra is a város adhat otthont. A megállapodás része volt az is, hogy a rendezvényt a város 50 millió forinttal támogatja. A szerződést Szita Károly polgármester, valamint Kenéz Ádám és Hangai István írták alá a kaposvári Városházán.
2011. július 18-án felavatták a fesztivál szervezőinek közreműködésével készült emléktáblát Czibor Zoltán kaposvári szülőházának falán.
2013-ban a labdarúgás mellett további két sportágban, kosárlabdában és kézilabdában is rendeztek bajnokságot a fesztiválon. A 9. alkalommal megrendezett eseményen közel 250 csapat vett részt, többek között Venezuelából, az Egyesült Államokból, a Fülöp-szigetekről és Ausztráliából.
2014-ben már összesen négy sportágban, labdarúgásban, kézilabdában, kosárlabdában és röplabdában rendeztek bajnokságot. Ebben az évben harminc országból 250 csapat érkezett a fesztiválra.
A 2014-es, 10. fesztivál győztesei korosztályok szerint:
| Korosztály | Csapat                 | Ország           |
| ---------- | ---------------------- | ---------------- |
| U8         | FK Minszk              | Fehéroroszország |
| U9         | Pécsi Mecsek FC        | Magyarország     |
| U10        | Liepaja SSS04          | Litvánia         |
| U11        | STB Academy            | Olaszország      |
| U12        | LAZ Braunau am Inn A   | Ausztria         |
| U13        | CSS Juniorul Vaslui    | Románia          |
| U14        | Kaposvári Rákóczi BFLA | Magyarország     |
| U15        | Pinheiros              | Brazília         |
| U16        | Almada AC              | Portugália       |
| U17        | Syfa West Region       | Skócia           |
| Leány U15  | Vasalund Essinge IF    | Svédország       |

A fesztivált 2015-ben 11. alkalommal rendezték meg július 19. és 25. között, 2016-ban pedig már vízilabdával is bővült a program.

## Részt vevő országok
A fesztiválon az alábbi országok csapatai vettek részt 2005-2014 között:
- Egyesült Államok
- Anglia
- Argentína
- Ausztria
- Ausztrália
- Bolívia
- Bosznia-Hercegovina
- Brazília
- Chile
- Ciprus
- Csehország
- Dánia
- Ecuador
- Egyiptom
- Észtország
- Fehéroroszország
- Finnország
- Franciaország
- Fülöp-szigetek
- Ghána
- Gibraltár
- Hollandia
- Horvátország
- India
- Írország
- Kína
- Lengyelország
- Lettország
- Litvánia
- Észak-Macedónia
- Magyarország
- Marokkó
- Málta
- Moldova
- Montenegró
- Németország
- Nigéria
- Norvégia
- Olaszország
- Oroszország
- Pakisztán
- Peru
- Portugália
- Románia
- Skócia
- Spanyolország
- Svájc
- Svédország
- Szerbia
- Szlovákia
- Szlovénia
- Törökország
- Ukrajna
- Venezuela